# Micikovți, Gabrovo
Micikovți (în bulgară Мичковци) este un sat în comuna Gabrovo, regiunea Gabrovo,  Bulgaria. 

## Demografie
Componența etnică a satului Micikovți
     Bulgari (90%)
     Nicio identificare (10%)
     Altele (0%)
La recensământul din 2011, populația satului Micikovți era de 50 locuitori. Din punct de vedere etnic, majoritatea locuitorilor (90%) erau bulgari. Pentru 10% din locuitori nu este cunoscută apartenența etnică.